# 中安街道
中安街道，是中华人民共和国云南省曲靖市富源县下辖的一个街道办事处。
2013年10月20日，云南省人民政府批复同意撤销中安镇，设立中安街道、胜境街道。

## 行政区划
中安街道下辖以下地区：
清溪社区、太和社区、东门社区、王家屯社区、富源矿厂社区、东堡村、龙海村、莲花村、紫泉村、石缸村、回隆村、龙潭村、厦格村、海坪村和寨子口村。